# Eucamptodon muelleri
Eucamptodon muelleri là một loài rêu trong họ Dicnemonaceae. Loài này được Hampe & Müll. Hal. mô tả khoa học đầu tiên năm 1870.